# Rosalyn Fairbank
Rosalyn Doris Fairbank (Durban, 2 november 1960) is een voormalig tennisspeelster uit Zuid-Afrika. Zij speelt rechtshandig en heeft een enkelhandige backhand. Zij was actief in het proftennis van 1979 tot en met 1997. Op 6 mei 1989 trad zij in het huwelijk met Robert Nideffer – daarna nam zij aan toernooien deel onder de naam Rosalyn Fairbank-Nideffer.

## Loopbaan
Fairbank debuteerde in 1979 op het internationale tenniscircuit tijdens de US Open, waar zij zich via het kwalificatietoernooi een plaats in de hoofdtabel had veroverd. In totaal zette zij 152 optredens op de grandslamtoernooien neer: 54 keer in het enkelspel, 59 keer in het vrouwendubbelspel en 39 keer in het gemengd dubbelspel. Daarbij won zij twee grandslamtitels in het vrouwendubbelspel: op Roland Garros 1981 en op Roland Garros 1983.
Haar beste enkelspelresultaat op de grandslamtoernooien is het bereiken van de kwartfinale. Haar hoogste notering op de WTA-ranglijst is de 15e plaats, die zij bereikte in april 1990.
Fairbank behaalde in het dubbelspel betere resultaten dan in het enkelspel. Zij veroverde één WTA-enkelspeltitel, in Richmond in 1983. In het dubbelspel won zij, naast voornoemde twee grandslamtitels, nog zeventien WTA-toernooien.
Haar hoogste dubbelspelnotering op de WTA-ranglijst is de twaalfde plaats, die zij bereikte in december 1986.
Fairbank nam in 1993 en 1997 deel aan het Fed Cup-team van Zuid-Afrika. In 1993 speelden zij in Wereldgroep I; in 1997 in Wereldgroep II.

## Posities op deWTA-ranglijst
Positie per einde seizoen:
| jaartal | ranking enkelspel | ranking dubbelspel |
| ------- | ----------------- | ------------------ |
| 1983    | 27                | –                  |
| 1984    | 32                | –                  |
| 1985    | 38                | –                  |
| 1986    | 28                | 12                 |
| 1987    | 36                | 19                 |
| 1988    | 38                | 22                 |
| 1989    | 22                | 22                 |
| 1990    | 24                | 35                 |
| 1991    | 91                | 47                 |
| 1992    | 46                | 30                 |
| 1993    | 62                | 82                 |
| 1994    | 828               | 191                |
| 1995    | 250               | 151                |

## Palmares
| Legenda                |
| ---------------------- |
| Grandslamtoernooi      |
| Olympische Spelen      |
| Year-End Championships |
| Tier I                 |
| Tier II                |
| Tier III               |
| Tier IV & V            |

### WTA-finaleplaatsen enkelspel
| nr.              | finale     | toernooi       | ondergrond    | tegenstandster   | score         |
| ---------------- | ---------- | -------------- | ------------- | ---------------- | ------------- |
| gewonnen finales |            |                |               |                  |               |
| 1.               | 1983-09-26 | WTA Richmond   | tapijt (i)    | Kathy Jordan     | 6-4, 5-7, 6-4 |
| verloren finales |            |                |               |                  |               |
| 1.               | 1979-12-09 | WTA Sydney     | gras          | Sue Barker       | 0-6, 5-7      |
| 2.               | 1980-02-03 | WTA Boise      | hardcourt (i) | Roberta McCallum | 4-6, 1-6      |
| 3.               | 1982-06-13 | WTA Birmingham | gras          | Billie Jean King | 2-6, 1-6      |

### WTA-finaleplaatsen dubbelspel
| nr.                                 | finale     | toernooi               | ondergrond    | partner          | tegenstandsters                      | score         |
| ----------------------------------- | ---------- | ---------------------- | ------------- | ---------------- | ------------------------------------ | ------------- |
| gewonnen finales vrouwendubbelspel  |            |                        |               |                  |                                      |               |
| 1.                                  | 1981-05-17 | WTA Lugano             | gravel        | Tanya Harford    | Candy Reynolds Paula Smith           | 2-6, 6-1, 6-4 |
| 2.                                  | 1981-05-24 | WTA Berlijn            | gravel        | Tanya Harford    | Sue Barker Renáta Tomanová           | 6-3, 6-4      |
| 3.                                  | 1981-06-07 | Roland Garros          | gravel        | Tanya Harford    | Candy Reynolds Paula Smith           | 6-1, 6-3      |
| 4.                                  | 1983-03-06 | WTA Nashville          | tapijt (i)    | Candy Reynolds   | Alycia Moulton Paula Smith           | 6-4, 7-6      |
| 5.                                  | 1983-04-17 | WTA Amelia Island      | gravel        | Candy Reynolds   | Hana Mandlíková Virginia Ruzici      | 6-4, 6-2      |
| 6.                                  | 1983-06-05 | Roland Garros          | gravel        | Candy Reynolds   | Kathy Jordan Anne Smith              | 5-7, 7-5, 6-2 |
| 7.                                  | 1983-09-26 | WTA Richmond           | tapijt (i)    | Candy Reynolds   | Kathy Jordan Barbara Potter          | 6-7, 6-2, 6-1 |
| 8.                                  | 1983-11-13 | WTA Championships      | tapijt (i)    | Candy Reynolds   | Lea Antonoplis Barbara Jordan        | 5-7, 7-5, 6-3 |
| 9.                                  | 1984-05-06 | WTA Johannesburg       | hardcourt (i) | Beverly Mould    | Sandy Collins Andrea Leand           | 6-1, 6-2      |
| 10.                                 | 1985-04-14 | WTA Hilton Head        | gravel        | Pam Shriver      | Svetlana Tsjerneva Larisa Savtsjenko | 6-4, 6-1      |
| 11.                                 | 1985-04-21 | WTA Amelia Island      | gravel        | Hana Mandlíková  | Carling Bassett Chris Evert          | 6-1, 2-6, 6-2 |
| 12.                                 | 1986-06-15 | WTA Birmingham         | gras          | Elise Burgin     | Elizabeth Smylie Wendy Turnbull      | 6-2, 6-4      |
| 13.                                 | 1986-09-21 | WTA Tampa              | hardcourt     | Elise Burgin     | Gigi Fernández Kim Sands             | 7-5, 6-2      |
| 14.                                 | 1987-11-08 | WTA Worcester          | tapijt (i)    | Elise Burgin     | Bettina Bunge Eva Pfaff              | 6-4, 6-4      |
| 15.                                 | 1988-07-17 | WTA Newport (VS)       | gras          | Barbara Potter   | Gigi Fernández Lori McNeil           | 6-4, 6-3      |
| 16.                                 | 1988-09-18 | WTA Phoenix            | hardcourt     | Elise Burgin     | Beth Herr Terry Phelps               | 6-7, 7-6, 7-6 |
| 17.                                 | 1989-08-06 | WTA San Diego          | hardcourt     | Elise Burgin     | Gretchen Magers Robin White          | 4-6, 6-3, 6-3 |
| 18.                                 | 1991-07-28 | WTA Westchester        | hardcourt     | Lise Gregory     | Katrina Adams Lori McNeil            | 7-5, 6-4      |
| 19.                                 | 1992-02-02 | WTA Auckland           | hardcourt     | Raffaella Reggi  | Jill Hetherington Kathy Rinaldi      | 1-6, 6-1, 7-5 |
| verloren finales vrouwendubbelspel  |            |                        |               |                  |                                      |               |
| 1.                                  | 1980-01-26 | WTA Ogden              | hardcourt (i) | Yvona Brzáková   | Sherry Acker Mary Carillo            | 1-6, 2-6      |
| 2.                                  | 1983-02-13 | WTA Indianapolis       | tapijt (i)    | Candy Reynolds   | Lea Antonoplis Barbara Jordan        | 7-5, 4-6, 5-7 |
| 3.                                  | 1983-02-27 | WTA Ridgewood          | tapijt (i)    | Susan Leo        | Beverly Mould Elizabeth Sayers       | 6-7, 6-4, 5-7 |
| 4.                                  | 1983-08-21 | WTA Toronto            | hardcourt     | Candy Reynolds   | Anne Hobbs Andrea Jaeger             | 4-6, 7-5, 5-7 |
| 5.                                  | 1983-08-28 | WTA Mahwah             | hardcourt     | Candy Reynolds   | Jo Durie Sharon Walsh                | 6-4, 5-7, 3-6 |
| 6.                                  | 1983-09-11 | US Open                | hardcourt     | Candy Reynolds   | Martina Navrátilová Pam Shriver      | 7-6, 1-6, 3-6 |
| 7.                                  | 1984-03-18 | WTA Palm Beach Gardens | gravel        | Candy Reynolds   | Betsy Nagelsen Anne White            | 6-2, 2-6, 2-6 |
| 8.                                  | 1985-02-24 | WTA Oakland            | tapijt (i)    | Candy Reynolds   | Hana Mandlíková Wendy Turnbull       | 6-4, 5-7, 1-6 |
| 9.                                  | 1985-04-28 | WTA San Diego          | hardcourt     | Susan Leo        | Candy Reynolds Wendy Turnbull        | 4-6, 0-6      |
| 10.                                 | 1985-09-15 | WTA Salt Lake City     | hardcourt     | Beverly Mould    | Svetlana Tsjerneva Larisa Savtsjenko | 5-7, 2-6      |
| 11.                                 | 1985-10-06 | WTA Fort Lauderdale    | hardcourt     | Beverly Mould    | Gigi Fernández Robin White           | 2-6, 5-7      |
| 12.                                 | 1985-11-24 | WTA Sydney             | gras          | Candy Reynolds   | Hana Mandlíková Wendy Turnbull       | 6-3, 6-7, 4-6 |
| 13.                                 | 1986-08-03 | WTA San Diego          | hardcourt     | Elise Burgin     | Beth Herr Alycia Moulton             | 7-5, 2-6, 4-6 |
| 14.                                 | 1987-05-03 | WTA Tampa              | gravel        | Elise Burgin     | Chris Evert Wendy Turnbull           | 4-6, 3-6      |
| 15.                                 | 1987-06-20 | WTA Eastbourne         | gras          | Elizabeth Smylie | Svetlana Tsjerneva Larisa Savtsjenko | 6-7, 6-4, 5-7 |
| 16.                                 | 1988-03-05 | WTA San Antonio        | hardcourt     | Gretchen Magers  | Lori McNeil Helena Suková            | 3-6, 7-6, 2-6 |
| 17.                                 | 1988-10-23 | WTA Nashville          | hardcourt (i) | Elise Burgin     | Jenny Byrne Janine Thompson          | 5-7, 7-6, 4-6 |
| 18.                                 | 1989-03-12 | WTA Palm Springs       | hardcourt     | Gretchen Magers  | Hana Mandlíková Pam Shriver          | 3-6, 7-6, 3-6 |
| 19.                                 | 1989-04-23 | WTA Tampa              | gravel        | Elise Burgin     | Brenda Schultz Andrea Temesvári      | 6-7, 4-6      |
| 20.                                 | 1989-09-17 | WTA Phoenix            | hardcourt     | Elise Burgin     | Penny Barg Mareen Louie              | 6-7, 6-7      |
| 21.                                 | 1989-09-24 | WTA Dallas             | tapijt (i)    | Elise Burgin     | Mary Joe Fernandez Betsy Nagelsen    | 6-7, 3-6      |
| 22.                                 | 1989-11-05 | WTA Worcester          | tapijt (i)    | Elise Burgin     | Martina Navrátilová Pam Shriver      | 4-6, 6-4, 4-6 |
| 23.                                 | 1990-08-12 | WTA San Diego          | hardcourt     | Elise Burgin     | Patty Fendick Zina Garrison          | 4-6, 6-7      |
| 24.                                 | 1990-11-04 | WTA Oakland            | tapijt (i)    | Robin White      | Meredith McGrath Anne Smith          | 6-2, 0-6, 4-6 |
| 25.                                 | 1992-11-08 | WTA Oakland            | tapijt (i)    | Gretchen Magers  | Gigi Fernández Natallja Zverava      | 6-3, 2-6, 4-6 |
| 26.                                 | 1996-06-22 | WTA Eastbourne         | gras          | Pam Shriver      | Jana Novotná Arantxa Sánchez         | 6-4, 5-7, 4-6 |
| verloren finales gemengd dubbelspel |            |                        |               |                  |                                      |               |
| 1.                                  | 1986-06-08 | Roland Garros          | gravel        | Mark Edmondson   | Kathy Jordan Ken Flach               | 6-3, 6-7, 3-6 |

## Resultaten grandslamtoernooien
| Legenda | Legenda                          |
| ------- | -------------------------------- |
| g.t.    | geen toernooi gehouden           |
| l.c.    | lagere categorie                 |
| –       | niet deelgenomen                 |
| G       | uitgeschakeld in de groepsfase   |
| 1R      | uitgeschakeld in de eerste ronde |
| 2R      | uitgeschakeld in de tweede ronde |
| 3R      | uitgeschakeld in de derde ronde  |
| 4R      | uitgeschakeld in de vierde ronde |
| KF      | uitgeschakeld in de kwartfinale  |
| HF      | uitgeschakeld in de halve finale |
| F       | de finale verloren               |
| W       | het toernooi gewonnen            |
| w-v     | winst/verlies-balans             |

### Enkelspel
| Toernooi        | 1979 | 1980 | 1981 | 1982 | 1983 | 1984 | 1985 | 1986 | 1987 | 1988 | 1989 | 1990 | 1991 | 1992 | 1993 |    | 1995  | w-v |
| --------------- | ---- | ---- | ---- | ---- | ---- | ---- | ---- | ---- | ---- | ---- | ---- | ---- | ---- | ---- | ---- | -- | ----- | --- |
| Australian Open | –    | 1R   | 1R   | 3R   | 3R   | 2R   | 1R   | g.t. | 2R   | 2R   | –    | 3R   | 3R   | 3R   | 1R   | –  | 13-12 |     |
| Roland Garros   | –    | 2R   | 2R   | 1R   | 1R   | 2R   | 4R   | 3R   | 1R   | 1R   | –    | 1R   | –    | 2R   | 3R   | –  | 11-12 |     |
| Wimbledon       | –    | 3R   | 3R   | 3R   | 2R   | 1R   | 2R   | 2R   | 4R   | KF   | KF   | 2R   | 1R   | 3R   | 2R   | 2R | 25-15 |     |
| US Open         | 2R   | 2R   | 1R   | 4R   | 1R   | 1R   | 1R   | 2R   | 2R   | 1R   | 4R   | 2R   | 1R   | 2R   | 1R   | –  | 12-15 |     |

### Vrouwendubbelspel
| Toernooi        | 1979 | 1980 | 1981 | 1982 | 1983 | 1984 | 1985 | 1986 | 1987 | 1988 | 1989 | 1990 | 1991 | 1992 | 1993 |    | 1996 | 1997  | w-v |
| --------------- | ---- | ---- | ---- | ---- | ---- | ---- | ---- | ---- | ---- | ---- | ---- | ---- | ---- | ---- | ---- | -- | ---- | ----- | --- |
| Australian Open | –    | 2R   | 1R   | 2R   | KF   | 1R   | 2R   | g.t. | 1R   | 1R   | –    | 3R   | 3R   | 2R   | 3R   | –  | –    | 12-12 |     |
| Roland Garros   | –    | 1R   | W    | 3R   | W    | 2R   | 3R   | 2R   | 2R   | 2R   | –    | 2R   | 2R   | 3R   | 1R   | 2R | 1R   | 24-13 |     |
| Wimbledon       | –    | 1R   | HF   | 2R   | 3R   | KF   | 1R   | HF   | KF   | KF   | 3R   | 3R   | 2R   | 2R   | 1R   | 3R | 1R   | 28-16 |     |
| US Open         | 1R   | 2R   | KF   | 2R   | F    | KF   | 1R   | HF   | 2R   | 3R   | 3R   | 3R   | KF   | 3R   | 1R   | KF | –    | 31-16 |     |

### Gemengd dubbelspel
| Toernooi        | 1980 | 1981 | 1982 | 1983 | 1984 | 1985 | 1986 | 1987 | 1988 | 1989 | 1990 | 1991 | 1992 | 1993 |    | 1996 | 1997  | w-v |
| --------------- | ---- | ---- | ---- | ---- | ---- | ---- | ---- | ---- | ---- | ---- | ---- | ---- | ---- | ---- | -- | ---- | ----- | --- |
| Australian Open | –    | –    | –    | –    | –    | –    | g.t. | 2R   | 1R   | –    | 1R   | 1R   | 2R   | 1R   | –  | –    | 2-6   |     |
| Roland Garros   | –    | –    | –    | –    | –    | –    | F    | –    | 3R   | –    | 1R   | 3R   | 2R   | 2R   | –  | –    | 9-6   |     |
| Wimbledon       | 3R   | –    | 2R   | 1R   | 3R   | 3R   | 3R   | HF   | 3R   | 3R   | KF   | 2R   | 2R   | 1R   | 2R | 1R   | 20-12 |     |
| US Open         | 2R   | 2R   | 1R   | 2R   | HF   | –    | 1R   | 1R   | HF   | 2R   | –    | 2R   | 1R   | –    | 1R | –    | 11-12 |     |